# گوشواتس
گوشواتس (به صربی: Guševac) یک منطقهٔ مسکونی در صربستان است که در سورییگ واقع شده‌است. گوشواتس ۳۲۰ نفر جمعیت دارد.